# Graciliini
Los graciliínos (Graciliini) son una tribu de coleópteros crisomeloideos de la familia Cerambycidae. Cuenta con unos 20 géneros, distribuidos en todos los continentes, excepto Australia y la Antártida. La mayor diversidad de la tribu se encuentra en las Indias occidentales y Madagascar. Traído a Australia por una especie Gracilia minuta ( Fabricio , 1781),  también se introdujo en América del Sur y en la costa este de América del Norte .

## Géneros
- Ambagous Fairmaire, 1896
- Araeotis Bates, 1867
- Aruama Martins & Napp, 2007
- Axinopalpis Dejean, 1835
- Bolivarita Escalera, 1914
- Caribbomerus Vitali, 2003
- Elaphopsis Audinet-Serville, 1834
- Gracilia Audinet-Serville, 1834
- Hybometopia Ganglbauer, 1889
- Hypexilis Horn, 1885
- Idobrium Kolbe, 1902
- Ischnorrhabda Ganglbauer, 1889
- Lianema Fall, 1907
- Lucasianus Pic, 1891
- Parommidion Martins, 1974
- Neomicrus Gahan, 1894
- Nisibistum Thomson, 1878
- Penichroa Mulsant, 1863
- Perigracilia Linsley, 1942
- Pseudobolivarita Sama & Orbach, 2003
- Raglicia Martins, Galileo & Santos-Silva, 2015
- Tritomacrus Newman, 1838